# Jerzy Wilhelm Wittelsbach (Pfalz-Zweibrücken-Birkenfeld)
Jerzy Wilhelm Wittelsbach (ur. 6 sierpnia 1591 w Ansbach - 25 grudnia 1669 w Birkenfeld) – hrabia palatyn i książę Palatynatu-Zweibrücken-Birkenfeld.
Syn księcia Karola Wittelsbacha i Doroty Braunschweig-Lüneburg. Jego ojciec zmarł w 1600 roku gdy Christian miał 4 lata, zaś jego młodszy brat Christian dwa lata.
30 listopada 1616 roku poślubił hrabinę Dorotę Solms-Sonnenwalde (1586-1625). Para miała szóstkę dzieci:
- Dorota Amalia (1618-1635)
- Anna Zofia (1619-1680)
- Elżbieta Juliana (1620-1651)
- Maria Magdalena (1622-1689) – żona hrabiego Antona hrabiego Schwarzburg (1620-1666)
- Klara Sybilla (1624-1628)
- Karol Otto (1625-1671) – hrabia palatyn i książę Palatynatu-Zweibrücken-Birkenfeld.

Jego ziemie zostały najechane w 1635 roku w wyniku wojny trzydziestoletniej, w tym samym roku w kraju wybuchła zaraza, która spowodowała śmierć 416 osób.
30 listopada 1641 roku poślubił Julianę Salm-Grumbach (1616-1649), para nie miała dzieci.
8 marca 1649 poślubił Annę Elżbietę Öttingen-Öttingen (1603-1673), również to małżeństwo pozostało bezdzietne.